# Шуланинский сельсовет
Шуланинский сельсовет  — административно-территориальная единица и муниципальное образование со статусом сельского поселения в Гунибском районе Дагестана Российской Федерации.
Административный центр — село Шулани.

## Население
| 2002  | 2010  | 2012  | 2013  | 2014  | 2015  | 2016  |
| ----- | ----- | ----- | ----- | ----- | ----- | ----- |
| 1121  | ↗1128 | ↗1151 | ↗1182 | ↗1195 | ↗1218 | ↗1239 |
| 2017  | 2018  | 2019  | 2020  | 2021  | 2023  | 2024  |
| ↗1246 | ↗1262 | ↗1280 | ↗1306 | ↗1390 | ↗1401 | ↗1405 |

## Состав
| № | Населённый пункт | Тип населённого пункта       | Население |
| - | ---------------- | ---------------------------- | --------- |
| 1 | Унты             | село                         | ↗466      |
| 2 | Шулани           | село, административный центр | ↗924      |